# Norbert Gutenberg
Norbert Gutenberg (* 15. Februar 1951) ist ein deutscher Sprechwissenschaftler.

## Leben
Als Abschluss des Studiums der Sprechwissenschaft und Sprecherziehung an der Universität des Saarlandes machte Gutenberg 1973 eine Prüfung zum Sprecherzieher (DGSS). Parallel studiert er Germanistik sowie Theater- und Erziehungswissenschaft in Saarbrücken, Erlangen und der FU Berlin und schloss 1976 mit dem Magister Artium ab. Nach einer Promotion 1980, wurde er 1981 Leiter des Fachgebiets Sprechwissenschaft an der Universität des Saarlandes.
1992 erfolgte seine Habilitation mit den Venia 'Sprechwissenschaft und Sprecherziehung' an der Universität Halle und 1996 die Umhabilitation an die Universität des Saarlandes, wo er 1999 zum außerplanmäßigen Professor ernannt wurde.
Gutenberg war zuständig für den Masterschwerpunkt Sprechwissenschaft und Sprecherziehung innerhalb des Masterstudienganges Germanistik und die Sprecherziehung für Lehramtskandidaten der Universität des Saarlandes in Saarbrücken. Seit 2016 ist er in Ruhestand und leitet auf Honorarbasis zwei Weiterbildungsstudiengänge, einen Master Sprechwissenschaft und Sprecherziehung und einen Master Unternehmenskommunikation und Rhetorik.

## Schwerpunkte
Seit vielen Jahren erforscht er Lehrerstimmen bzw. deren Belastung und entwickelt Konzepte, um die Sprecherziehung in das Lehramtsstudium zu integrieren, wobei ein prophylaktisches Stimmübungsprogramm für Lehrer angeboten werden soll.
Außerdem beschäftigt sich Gutenberg mit der Verständlichkeit von Hörfunknachrichten und schult Hörfunk- und Fernsehjournalisten.
Theoretisch arbeitet er an den philosophischen Grundlagen der Sprechwissenschaft, der rhetorischen und der ästhetischen Kommunikation.

## Publikationen (Auswahl)
Als Autor:
- Formen des Sprechens. Gegenstandskonstitution und Methodologie von Gesprächs- und Redetypologie in Sprach- und Sprechwissenschaft. Göppingen 1981.
- Grundlagenstudien zu Sprechwissenschaft und Sprecherziehung. Kategorien-Systematik-Programm. Göppingen 1994. ISBN 3-87452-861-8
- Einzelstudien zu Sprechwissenschaft und Sprecherziehung. Arbeiten in Teilfeldern. Göppingen 1998.
- Einführung in Sprechwissenschaft und Sprecherziehung. Frankfurt/Main u. a. 2001. ISBN 3-631-37200-0
- Zahlreiche Beiträge in Sammelbänden, Zeitschriften und Handbüchern

Als Herausgeber:
- Hören und Beurteilen. Gegenstand und Methode in Sprechwissenschaft, Sprecherziehung, Phonetik, Linguistik und Literaturwissenschaft. Sprache und Sprechen, Bd. 12. Frankfurt/Main 1984.
- Kann man Kommunikation lehren? Sprache und Sprechen, Bd. 19. Frankfurt/Main 1988.
- Die Rhetorik der Wirtschaft und die Wirtschaft der Rhetorik. ARBUK, Bd. 19. Tostedt 1999.
- Sprechwissenschaft und Schule: Sprecherziehung – Lehrerbildung – Unterricht. Sprache und Sprechen Bd. 43. München 2004.
- Schreiben und Sprechen von Hörfunknachrichten. Zwischenergebnisse sprechwissenschaftlicher Forschung. Berlin u. a. 2005.
- Norbert Gutenberg, Max Herberger, Peter Riemer, Stephan Weth (Hg.): Saarbrücker Schriften zur Rhetorik. (Reihe gegründet 2011)
- Norbert Gutenberg, Peter Riemer (Hg.): Rhetorik in Europa. (Reihe gegründet 2017)

## Einzelbelege
1. ↑  Vgl. https://web.archive.org/web/20071016135915/http://www.uni-protokolle.de/nachrichten/id/108967/

| Personendaten    | Personendaten                                                     |
| ---------------- | ----------------------------------------------------------------- |
| NAME             | Gutenberg, Norbert                                                |
| KURZBESCHREIBUNG | deutscher Sprechwissenschaftler, Professor für Sprechwissenschaft |
| GEBURTSDATUM     | 15. Februar 1951                                                  |